# Jean-Baptiste Fortin (géographe)
Pour les articles homonymes, voir Jean-Baptiste Fortin et Fortin.
Jean-Baptiste Fortin, né le 2 décembre 1740 et mort à Bagneux le 16 octobre 1817, est un géographe, cartographe, et fabricant d'instruments scientifiques français.

## Biographie
D'une grande érudition, Jean-Baptiste Fortin est connu pour ses travaux de géographe et cartographe et la construction d'instruments scientifiques de précision, comme les globes terrestre et céleste. Il est sûrement membre de la même famille que Jean Nicolas Fortin (1750-1831), célèbre fabricant d'instruments scientifiques, qui lui aussi travailla avec les Vaugondy comme éditeur.
Réalisateur de cartes maritimes, il adopta la projection sphérique des cartes. Il élabora un planisphère représentant l'univers avec le système solaire. Il fit des essais de télégraphie optique depuis sa maison situé dans des Billettes à Bagneux avec Ménilmontant. Les frères Chappe s'inspirèrent de ses travaux pour mettre au point leur télégraphe.
Didier Robert de Vaugondy qui est le fils du géographe ordinaire du roi Gilles Robert de Vaugondy (1688-1766),désigné par Pierre Moullart-Sanson (16..-1730), comme l'un des héritiers du fonds cartographique des Sanson, géographes importants du XVIIe siècle. Ils connaissent des fabricants d'instruments L'oncle de Didier: Jean de Vaugondy est émailleur et travaille pour Jean-Baptiste Fortin.
En 1778, Jean-Baptiste Fortin achète le fonds de cartes du géographe Didier Robert de Vaugondy 1723-1786), qui est en grande difficulté financière et l'exploite jusqu'en 1786, date à laquelle il le revend à Charles François Delamarche (1740-1817).
Dans son catalogue de 1778, la présentation des grands globes à 480 livres la paire est maintenue.
Il avait ses ateliers à l'angle de la rue du Fouin et de la rue de la Harpe à Paris et sa maison de campagne à Bagneux au Numéro 8 de la rue de Châtillon (ancienne rue Pavée) et à l'angle de la rue Froide (rue Mucius Scaevola) sous la Révolution française qu'il avait acheté à François Michel Robert chirurgien, le 26 mai 1784, et qu'il conserva jusqu'à sa mort. Sa veuve Marie Guériot la céda le 9 février 1821 à Michel-Jacques Girandier, marchand carrier.
Maire de Bagneux en juin 1795, c'est au cours de son mandat que le citoyen Pierre Alexandre Henry (1737-1817), ancien secrétaire du Roi, écuyer et officier, greffier en chef de la Chambre des Comptes, agent et solliciteur du Conseil de la Reine, est arrêté à son domicile au 9 de la rue qui porte aujourd'hui le nom de Jean-Baptiste Fortin et sollicite l'aide de la municipalité pour faire savoir qu'il n'est pas aristocrate. Le conseil accepta sa requête et se transporta au Tribunal révolutionnaire en se portant garant de son patriotisme et s'engagent à le ramener à Bagneux en résidence surveillée.
Mort à Bagneux, il fut inhumé dans l'ancien cimetière communal, aujourd'hui place Dampierre, lors de l'aménagement des lieux les restes furent transférés dans un ossuaire au nouveau cimetière communal.

## Travaux
- 1768 - Globe terrestre édité par J-B Fortin[6]
- ca-1770 - Globe céleste de Jean-Baptiste Fortin conservé au musée du Louvre à Paris
- 1776 - Atlas céleste de Flamsteed, approuvé par l'Académie des sciences, et publié sous le privilège de cette compagnie. Seconde édition par M. J. Fortin, ingénieur, mécanicien du roi et de la famille royale pour les globes et les sphères[7]
- 1778 - catalogue de 4 pages, impr de la Vve Hérissant (Gilles Robert de Vaugondy (1688-1766), Guillaume Sanson (1633-1703)[8]
- 1780 - Globe céleste donnant la position des étoiles fixes pour l'année 1780
- 1780 - Globe terrestre, hauteur 32cm dans le cartouche : " Globe Terrestre Rédigé d'après les observations astronomiques les plus justes et les plus récentes. Par Mr Buy de Monas, Géographe du Roy et les Enfants de France. A Paris chez le sieur Fortin, Ingénieur Mécanicien du Roy pour les globes et sphères rue de la Harpe près celle du Foin, 1780"[9]
- 1780 - Sphère armillaire géocentrée
- 1780 - Sphère armillaire héliocentrée
- 1786 - Un ensemble de quatre sphères terrestre, céleste et armillaires signées Jean-Baptiste Fortin

1°- Globe comportant 2 cartouches: 

a) -"Globe terrestre rédigé d'après les observations astronomiques les plus justes et les plus récentes par le Sr Fortin, ingénieur du Roy pour les globes"

b) - "A Paris chez Delamarche, ingénieur géographe rue du Foin, près celle de la Harpe, au collège de Maître Gervais. Avec privilèges. Corrigé en 1786"

2°- Globe céleste indique dans un cartouche : " Position des étoiles fixes pour l'année 1780 par le Sr Fortin, ingénieur géographe à Paris"

3°- Sphère armillaire de type Ptolémaïque. La terre au centre avec deux disques mobiles, figurant le soleil et la lune, entourée des cercles méridiens, équatorial et leurs parallèles

4°- Planétaire de type Copernicien. La terre sur un axe mobile, tourne autour du soleil, lui même entouré de Mercure et Vénus, Mars, Jupiter et Saturne sont représentées sur des armilles doublées de petits disques. Les tables équatoriales des trois sphères sont gravées du calendrier zodiacal et portées par des quarts de cercles gravés des latitudes et longitudes des principales grandes villes. Le diamètre des sphères est de 23cm et d'une hauteur totale de 50cm

## Élèves
- Jean Loysel (17..-18..), son élève qui s'installe au 9 rue du Plâtre-Saint-Jacques à Paris[11]

## Hommage
La municipalité de Bagneux a donné son nom à une voie de la commune